# بوبي برموديز
بوبي برموديز (بالإنجليزية: Poppy Bermúdez)‏ هو شخصية أعمال دومينيكاوي، ولد في 12 نوفمبر 1928 في بوينس آيرس في الأرجنتين، وتوفي في 3 ديسمبر 2014.